# Cossinia
Cossinia es un género con diez especies de plantas de flores perteneciente a la familia Sapindaceae. 

## Especies seleccionadas
- Cossinia australiana
- Cossinia borbonica
- Cossinia commersonii
- Cossinia madagascariensis
- Cossinia pacifica
- Cossinia pinnata
- Cossinia splendens
- Cossinia ternata
- Cossinia trifoliata
- Cossinia triphylla

## Sinónimo
- Cossignia